# 항구초등학교
항구초등학교는 대한민국 경상북도 포항시에 있는 공립 초등학교다.

## 학교 연혁
- 1989.04.12 항구국민학교 설립 인가
- 1990.04.10 항구국민학교로 개교
- 1996.06.28 경상북도교육청 지정 영어 교육 시범 운영 보고회
- 1996.12.10 경상북도포항교육청 기관평가 우수 학교
- 1997.03.01 특수학급 개설 및 병설유치원 개원
- 1999.12.30 학교교육계획 추진 우수학교 표창(경북교육감)
- 2000.12.31 교육정보화 우수학교 표창(경북교육감)
- 2001.03.01 대양초등학교 통폐합[1]
- 2001.10.25 경상북도교육청지정 정보화활용교육 시범 운영 보고회
- 2004.12.31 독서교육 우수 학교
- 2005.03.01 포항장흥초등학교 개교와 함께 분리 이관
- 2005.12.23 초등학교 기관평가 우수학교 지정
- 2007.10.10 경상북도교육청 지정 독서교육 시범학교 결과 보고회
- 2008.06.05 포항해맞이초등학교 개교와 함께 분리 이관
- 2010.02.18 제20회 졸업식(118명 졸업. 총 졸업생 수 : 2894명)
- 2010.03.01 제11대 김기주 교장 부임
- 2010.03.01 9학급 편성(특수학급 1학급 포함)
- 2012.02.17 제22회 졸업식(총 졸업생 수:2983명)
- 2012.03.01 8학급 편성(특수학급 1학급 포함)
- 2012.03.01 제12대 김태숙 교장 취임
- 2014.02.18 제24회 졸업식(23명 졸업. 총 졸업생수: 3042명)
- 2014.03.01 7학급 편성(특수학급 1학급 포함)
- 2014.09.01 제13대 최환석 교장 취임